# Dálniční kostel Marie, ochránkyně cestujících
Dálniční kostel Marie, ochránkyně cestujících je katolický dálniční kostel v Německu na dálnici A8 Mnichov-Stuttgart u dálničního sjezdu Adelsried.
Byl postaven v roce 1956 Raymondem Doblhoffem jako první dálniční kostel.

## Historie a popis
Kostel byl zaplacen augsburským výrobcem papíru Georgem Haindlem. Jméno odkazuje na útěk svaté rodiny do Egypta (Mt 2, 13 až 15). Vysvěcení kostela se konalo 19. října 1958.
Doblhoff se snažil vytvořit "přístav ticha" na okraji silnice. Na tradici bavorského vesnického kostela vystavěl na obdélníkovém půdorysu 17 x 14 metrů betonovou rámovou konstrukci. Přední a zadní stěny kostela jsou téměř zcela zasklené. Vstup se skládá ze široce otevřených, dvoudílných posuvných skleněných dveří.
Vnitřek obsahuje kříž z poloviny 14. století.

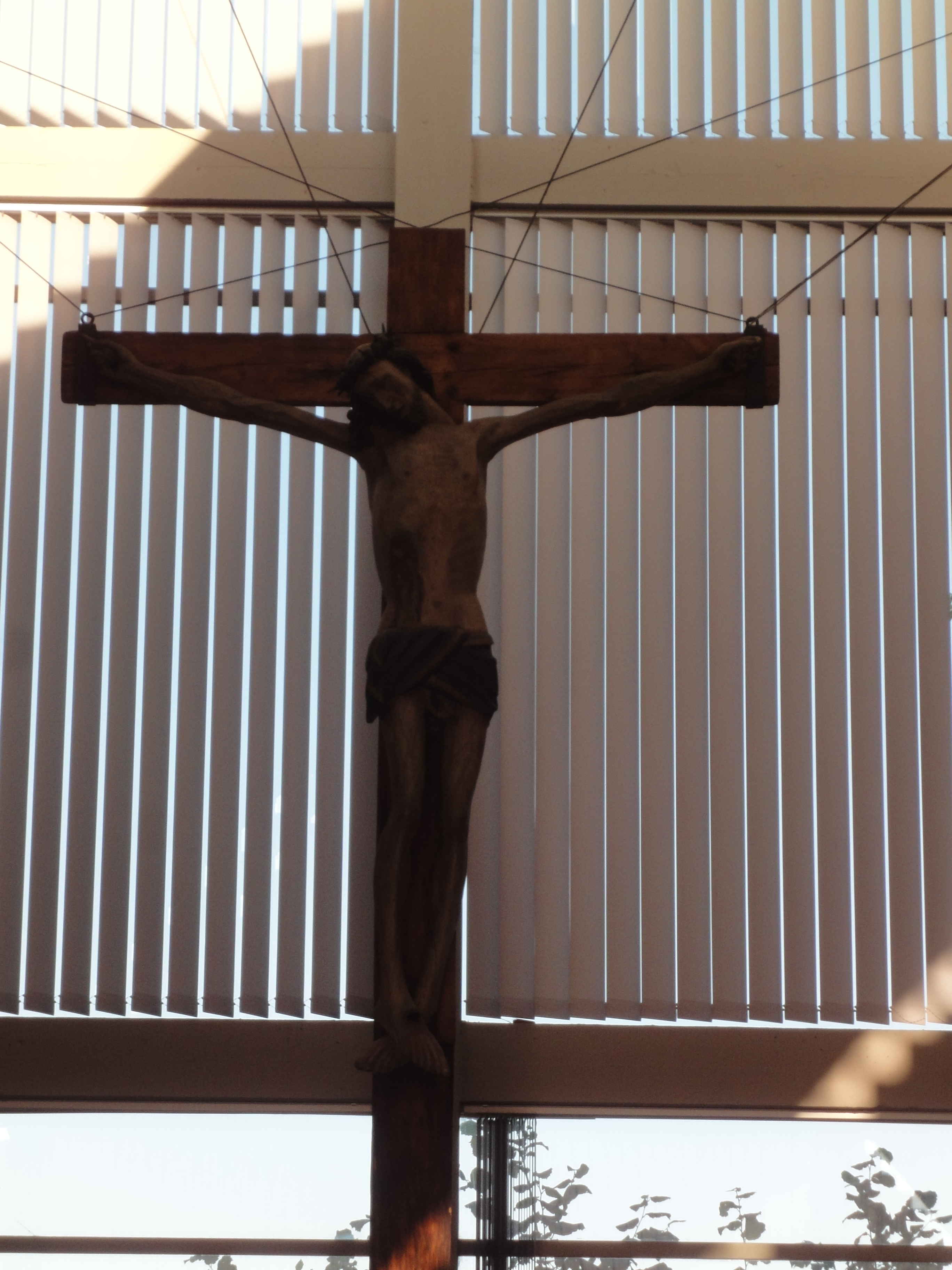
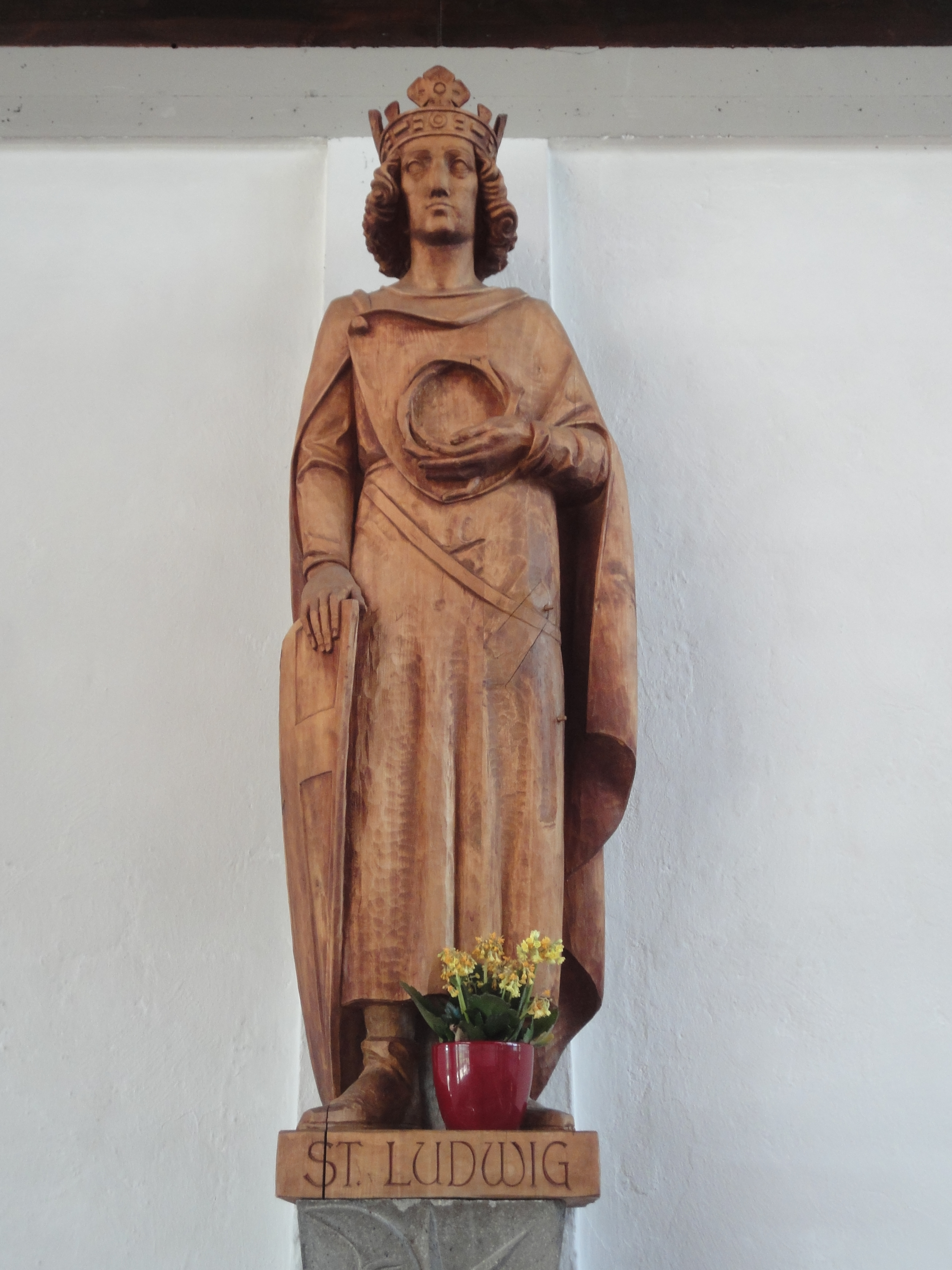
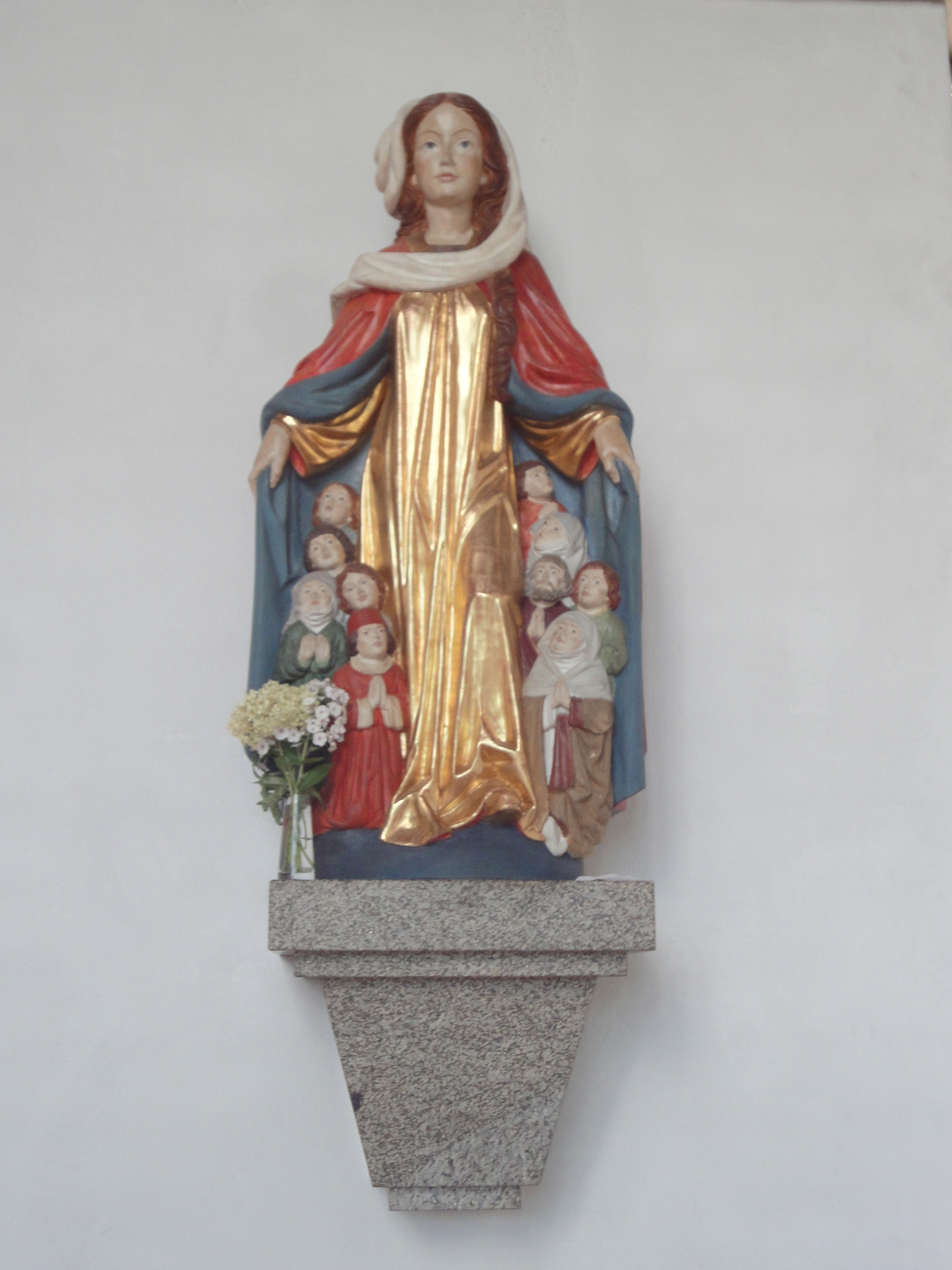